# Dobos Éva (műfordító)
Dobos Éva (Budapest, 1944. június 7. – 2016. május 31.) műfordító, költő, Balázs Béla-díjas szinkrondramaturg.

## Életpályája
Az Eötvös Loránd Tudományegyetem Bölcsészettudományi Karának spanyol szakán végzett.
Spanyol és latin-amerikai szerzők szépirodalmi műveit fordította magyarra, emellett számos film magyar szinkronját készítette el (angol, spanyol, portugál, olasz, francia, katalán, cigány és görög nyelvből).

## Művei

### Versei, írásai
- Kísértések: versek (verskötet, 1991; a Z-füzetek sorozat 7. kötete)
- José Rizal: írói arckép (monográfia, 1993; a Z-füzetek sorozat 44. kötete)
- Szellemmacska: 1996–2006 (verskötet, 2006)[1]

### Műfordításai
- John Reed: Viva Villa! (regény, 1967; társfordító: Sobieski Artúr)
- Sárkány-játék: vietnami népköltészet (1969; társfordítók: Csala Károly, Garai Gábor, Györe Imre, Haraszti Miklós, Pass Lajos, Petri György, Simor András, Székely Magda, Weöres Sándor)[2]
- Hilda Bernstein: Régvolt világunk (dokumentumregény, 1970)
- Tengerre néző cellák: versek, naplók, dokumentumok görög, spanyol és dél-afrikai börtönökből (1970; társfordítók: Papp Árpád, Simor András, Szabó Kálmán)[3]
- Eric Lambert: Dicsőségre ítélve (háborús regény, 1971; társfordító: Imre Katalin)[4]
- To Huu: Álmaink otthon maradtak: válogatott versek (1971; társfordítók: Dalos György, Garai Gábor, Gergely Ágnes, Haraszti Miklós, Simor András, Szegő László, Vásárhelyi István, Weöres Sándor)[5]
- José Rizal: Ne nyúlj hozzám! (regény, 1972)
- Albie Sachs: Stephanie és a bírák (dokumentumregény, 1972)
- A bongó dala – Kuba: irodalmi és politikai antológia a szigetország néger-kreol-mulatt népének történelméről (antológia, 1974; társfordítók: Benczik Vilmos, Dankó Éva, Dely István, Gáspár Endre, Korom Géza, Magos György, Simor András, Vályi-Nagy Zsuzsanna, Weöres Sándor)[6]
- Peter Abrahams: Egyetlen éjszaka (regény, 1975)
- Gáfur Gulam: A gézengúz (regény, 1975; társfordító: Bede Anna)
- Nicolás Guillén: Gitárszóló (verskötet, 1975)[7]
- Gorillák és gitárok: Latin-amerikai fiatalok – Esszék, riportok, dalok, interjúk, beszédek, nyilatkozatok, dokumentumok tükrében (1976; társfordítók: Csuday Csaba, Hardi Emília, Okruczky Gabriella, Simor András, Vámos Imre)[8]
- Julio Cortázar: Fantomas a vámpírok ellen (pamflet, 1978)
- Jorge Ibargüengoitia: Augusztusi villámok (kisregény, 1980)[9]
- James Aldridge: MacGregor küldetése (regény, 1981)
- Fernando Ortiz: Havannai karnevál: Írások a kubai kultúráról (néprajzi írások, 1982; társfordítók: Dornbach Mária, Nagy Mátyás)
- Ernesto Cardenal: A solentinamei evangélium (válogatott bibliamagyarázatok, 1985; társfordító: Balássy László)
- Joaquín Gutiérrez: Emlékszel, barátom? (regény, 1986)
- Stephen Crane: A bátorság vörös kokárdája (válogatott elbeszélések és kisregények, 1987; társfordító: Bartos Tibor)
- Gabriel García Márquez: Titokban Chilében: riport egy filmforgatásról (riport, 1987)[10]
- Sevillai altatódal: spanyol versek és mesék gyerekeknek (1988; társszerkesztők: Teresa De La Vega, Dornbach Mária; társfordítók: András László, Benyhe János, Jékely Zoltán, Lammel Annamária, Pál Endre, Somlyó György, Takács Zsuzsanna, Tótfalusi István, Garai Gábor, Weöres Sándor, Nagy László, Radnóti Miklós, Végh György)[11]
- Hajmeresztő novellák: tizenkét bűnügyi történet (Alfred Hitchcock válogatta novellák, 1989)[12]
- Pablo Urbányi: A hagyaték: szatírák (1992)
- José Lins do Rego: Pokoli paradicsom (regény, 1993)
- Laura Esquivel: Szeress Mexikóban! (regény, 1993)
- Isabel Allende: Szerelem és árnyak (regény, 1994)
- José Martí: Aranykor: történetek gyerekek számára (mesék, 1994)
- Emma Micheletti: Firenzei múzeumok (1995)
- Arturo Pérez-Reverte: A flamand tábla rejtélye (bűnügyi regény, 1996)
- Oljantáj: Kecsua verses dráma az inkák idejéből (monográfia, verses dráma, 1996)
- Plinio Apuleyo Mendoza - Gabriel García Márquez: A guajava illata (regény, 1997)
- Leon Uris: Csatakiáltás (regény, 1998; társfordító: Félix Pál)[13]
- José Rizal: A felforgatók (regény, 1999)[14]
- Federico Andahazi-Kasnya: Az anatómus (regény, 1999)[15]
- Lope de Vega: A balga dáma - La dama boba (dráma, 2000)[16]
- Federico Andahazi-Kasnya: A harmadik nővér (regény, 2000)[17]
- Octavio Paz: Futóhomok / Rappaccini lánya – Arenas movedizas / La hija de Rappaccini (verses prózai művek, 2000)[18]
- Alejo Carpentier: A dolgok kezdete: Alejo Carpentier összes elbeszélése (2001; társfordítók: Lengyel Péter, Nagy Tamás)[19]
- Federico Andahazi-Kasnya: A fejedelem (regény, 2002)[20]
- José Carlos Somoza: Athéni gyilkosok (regény, 2003)[21]
- Szenvedély: latin-amerikai szerelmes versek (2003; társfordítók: Simor András, Orbán Ottó, Jékely Zoltán, Wlassics Tibor, Kosztolányi Dezső, Imecs Béla, Szőnyi Ferenc, Nagy László)[22][23]
- Pablo Urbányi: Naplemente szimptóma (regény, 2005)[24]
- Juan Marsé: Gyíkfarkak (regény, 2005)[25]
- Juan Marsé: Szerelmi dalok a Lolita Klubban (regény, 2006)[26]
- Ávilai Szent Teréz: Versek: A lélek kiáltásai Istenhez (versek, 2006)[27]
- Kathy O’Beirne: A Magdolna nővérek (életrajzi regény, 2007)[28]
- Pablo Urbányi: Isten állatkertje I.: Ipolyság (önéletrajzi ihletésű regény, 2007)[29]
- Modern Dekameron: huszadik századi latin-amerikai novellák (válogatott novellák, 2008; társfordítók: Belia Anna, Benyhe János, Csép Attila, Csuday Csaba, Dankó Éva, Dely István, Gajdos Zsuzsanna, Hargitai György, Huszágh Nándor, Kesztyűs Erzsébet, Kutasy Mercédesz, Latorre Ágnes, Nagy Mátyás, Pál Ferenc, Rónai Pál, Scholz László, Székács Vera)[30]
- Juan Marsé: Utolsó délutánok Teresával (regény, 2008)[31]
- Lope de Vega: Olmedo lovagja (tragikomédia, 2009)[32]
- Álvaro Mutis: Maqroll, az Árbocmester nekibuzdulásai és hányattatásai 2. (regényfolyam, 2009)[33]
- Modern Dekameron: huszadik századi spanyol novellák (válogatott novellák, 2011; társfordítók: Bakucz Dóra, Cselik Ágnes, Cserháti Éva, Gergely Veronika, Imreh András, Imrei Andrea, Karsai Gábor, Kovács Renáta, Latorre Ágnes, Pál Ágnes, Patkós Judit, Rentería-Szász Anna Mária, Rozsnyai Katalin)[30]
- Javier Pérez Bazo: Belső beszéd: válogatott versek (2012; társfordító: Simor András)[34]
- Jesús Carrasco: Kegyetlen idő (regény, 2013)[35]
- Carmen Posadas: Meghívás gyilkosságra (regény, 2014)[36]
- Élmer Mendoza: Ezüstgolyók (regény, 2015)[37]

## Díjai
- Balázs Béla-díj (2005)[38]
- Fülöp-szigeteki irodalmi díj (José Rizal műveinek fordításáért)